# Emil Chifu
Emil Chifu (n. 17 iulie 1925, Herța, județul Dorohoi – 1 aprilie 1997, Cluj) a fost un chimist român cu contribuții în domeniul coloizilor și fenomenelor de superficiale.

## Opere
- Chimie coloidală, EDP, 1969